# Letnie Grand Prix kobiet w skokach narciarskich 2018
Letnie Grand Prix kobiet w skokach narciarskich 2018 – siódma edycja Letniego Grand Prix w skokach narciarskich z udziałem kobiet, która rozpoczęła się 28 lipca w Hinterzarten, a zakończyła 3 października w Klingenthal.
Rozegrano pięć konkursów indywidualnych z sześciu zaplanowanych, oraz jeden konkurs drużyn mieszanych.
Oficjalnie kalendarz został potwierdzony w maju podczas kongresu FIS w Costa Navarino.
Ostatni finałowy konkurs w Klingenthal został odwołany z powodu zbyt silnego wiatru.

## Zwycięzcy

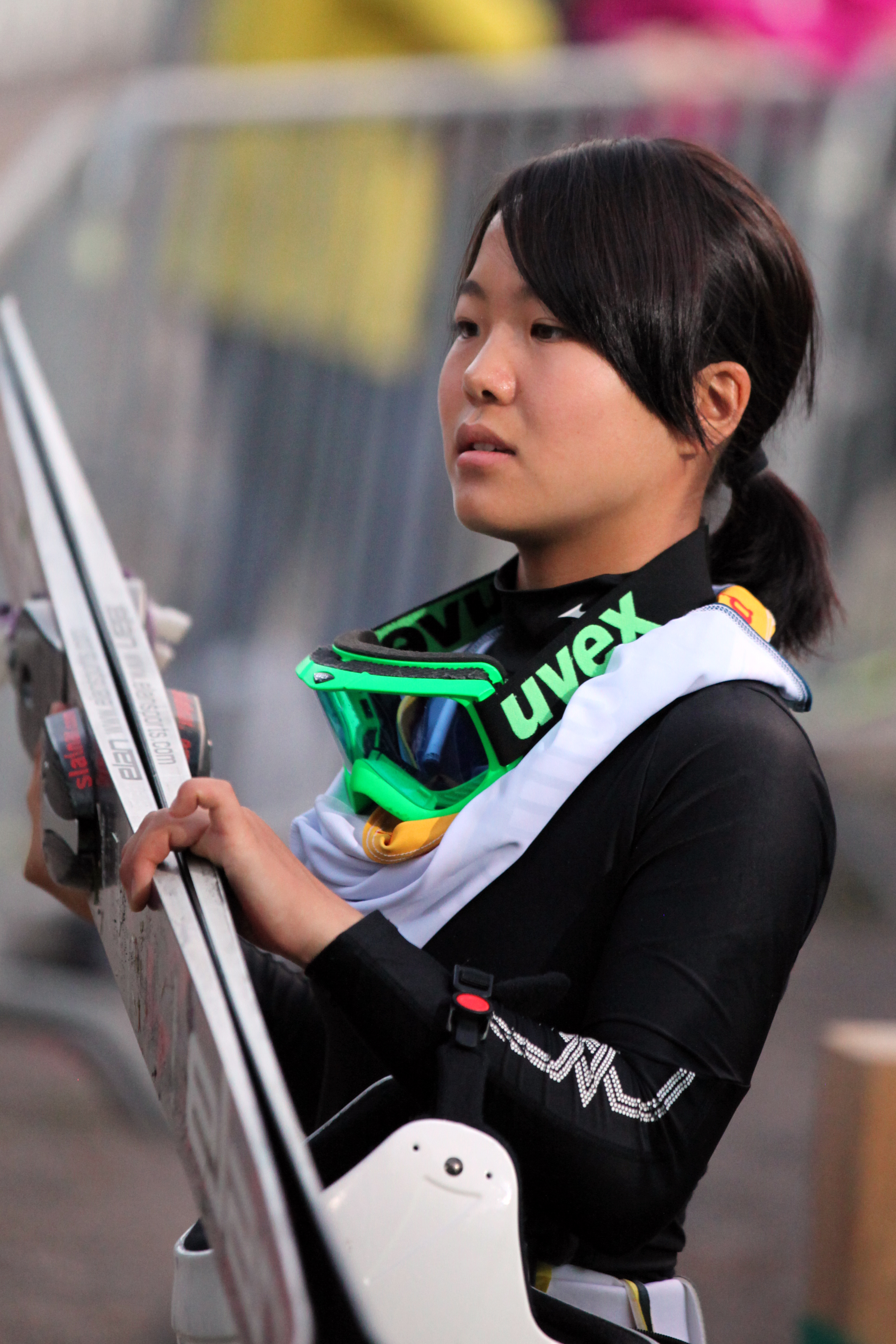
Sara Takanashi, zwyciężczyni klasyfikacji generalnej LGP
Reprezentacja Japonii, zwycięzca klasyfikacji Pucharu Narodów

## Kalendarz i wyniki
| Lp.                                                  | Data                                                 | Miejscowość                                          | HS                                                   | Szczegóły                                            | Uwagi                                                | 1. miejsce                                                                        | 2. miejsce                                                               | 3. miejsce                                                                            |
| ---------------------------------------------------- | ---------------------------------------------------- | ---------------------------------------------------- | ---------------------------------------------------- | ---------------------------------------------------- | ---------------------------------------------------- | --------------------------------------------------------------------------------- | ------------------------------------------------------------------------ | ------------------------------------------------------------------------------------- |
| 1.                                                   | 28 lipca 2018                                        | Hinterzarten                                         | HS-108                                               | szczegóły                                            | nocny                                                | Sara Takanashi                                                                    | Yūki Itō                                                                 | Ramona Straub                                                                         |
| 2.                                                   | 10 sierpnia 2018                                     | Courchevel                                           | HS-135                                               | szczegóły                                            | –                                                    | Sara Takanashi                                                                    | Ema Klinec                                                               | Yūki Itō                                                                              |
| 3.                                                   | 17 sierpnia 2018                                     | Frenštát                                             | HS-105                                               | szczegóły                                            | –                                                    | Sara Takanashi                                                                    | Maren Lundby                                                             | Katharina Althaus                                                                     |
| 4.                                                   | 18 sierpnia 2018                                     | Frenštát                                             | HS-105                                               | szczegóły                                            | –                                                    | Sara Takanashi                                                                    | Yūki Itō                                                                 | Maren Lundby                                                                          |
| 5.                                                   | 8 września 2018                                      | Czajkowskij                                          | HS-140                                               | szczegóły                                            | mikst                                                | Japonia 1. Nozomi Maruyama 2. Yukiya Satō 3. Sara Takanashi 4. Junshirō Kobayashi | Słowenia 1. Jerneja Brecl 2. Jurij Tepeš 3. Ema Klinec 4. Robert Kranjec | Norwegia 1. Anna Odine Strøm 2. Robin Pedersen 3. Maren Lundby 4. Fredrik Bjerkeengen |
| 6.                                                   | 9 września 2018                                      | Czajkowskij                                          | HS-140                                               | szczegóły                                            | [ a ]                                                | Ema Klinec                                                                        | Maren Lundby                                                             | Sara Takanashi                                                                        |
| —                                                    | 3 października 2018                                  | Klingenthal                                          | HS-140                                               | szczegóły                                            | –                                                    | odwołany                                                                          | odwołany                                                                 | odwołany                                                                              |
| Letnie Grand Prix kobiet 2018 – klasyfikacja końcowa | Letnie Grand Prix kobiet 2018 – klasyfikacja końcowa | Letnie Grand Prix kobiet 2018 – klasyfikacja końcowa | Letnie Grand Prix kobiet 2018 – klasyfikacja końcowa | Letnie Grand Prix kobiet 2018 – klasyfikacja końcowa | Letnie Grand Prix kobiet 2018 – klasyfikacja końcowa | Sara Takanashi                                                                    | Ema Klinec                                                               | Maren Lundby                                                                          |

## Skocznie
W tabeli podano letnie rekordy skoczni obowiązujące przed rozpoczęciem Letniego Grand Prix 2018 lub ustanowione w trakcie jego trwania.
| Skocznia            | Skocznia         | Miejscowość  | Punkt K | HS     | Rekord skoczni | Rekord skoczni | Rekord skoczni |
| ------------------- | ---------------- | ------------ | ------- | ------ | -------------- | -------------- | -------------- |
|                     | Rothaus-Schanze  | Hinterzarten | K-95    | HS-108 | 105,5 m        | Sara Takanashi | 27.07.2013     |
| Alexandra Pretorius | Rothaus-Schanze  | Hinterzarten | K-95    | HS-108 | 105,5 m        |                | 27.07.2013     |
| Yūki Itō            | Rothaus-Schanze  | Hinterzarten | K-95    | HS-108 | 105,5 m        | 28.07.2018     |                |
|                     | Tremplin du Praz | Courchevel   | K-125   | HS-135 | 137,0 m        | Ema Klinec     | 10.08.2018     |
|                     | Areal Horečky    | Frenštát     | K-95    | HS-105 | 103,0 m        | Špela Rogelj   | 18.08.2018     |
|                     | Snieżynka        | Czajkowskij  | K-125   | HS-140 | 140,0 m        | Jerneja Brecl  | 08.09.2018     |
|                     | Vogtland Arena   | Klingenthal  | K-125   | HS-140 | 140,0 m        | Špela Rogelj   | 30.11.2011     |

## Statystyki indywidualne
| Zawodniczka | Hinterzarten 28.07 | Courchevel 10.08 | Frenštát 17.08 | Frenštát 18.08 | Czajkowskij 9.09 |
| Austria | Austria            | Austria          | Austria        | Austria        | Austria          |
| --- | ------------------ | ---------------- | -------------- | -------------- | ---------------- |
| Lisa Eder | 22                 | –                | 25             | 29             | –                |
| Chiara Hölzl | 5                  | 10               | 16             | 19             | 4                |
| Daniela Iraschko-Stolz | –                  | –                | –              | –              | –                |
| Marita Kramer | –                  | –                | q              | q              | –                |
| Eva Pinkelnig | –                  | –                | 30             | 9              | –                |
| Elisabeth Raudaschl | 30                 | –                | q              | q              | –                |
| Jacqueline Seifriedsberger | 7                  | 15               | 17             | 5              | 9                |
| Chiny |                    |                  |                |                |                  |
| Chang Xinyue | –                  | –                | 15             | 11             | –                |
| Li Xueyao | –                  | –                | 27             | 31             | –                |
| Czechy |                    |                  |                |                |                  |
| Barbora Blažková | 33                 | 32               | 34             | 28             | –                |
| Karolína Indráčková | –                  | –                | q              | q              | –                |
| Marta Křepelková | –                  | –                | 32             | 37             | –                |
| Štěpánka Ptáčková | 21                 | 33               | q              | 40             | –                |
| Michaela Rajnochová | –                  | –                | q              | q              | –                |
| Finlandia |                    |                  |                |                |                  |
| Julia Kykkänen | –                  | –                | –              | –              | –                |
| Francja |                    |                  |                |                |                  |
| Julia Clair | 34                 | 19               | 39             | 23             | –                |
| Léa Lemare | 36                 | 30               | 28             | 33             | –                |
| Lucile Morat | 19                 | 11               | 21             | 21             | –                |
| Japonia |                    |                  |                |                |                  |
| Ayaka Igarashi | –                  | –                | –              | –              | 25               |
| Yūki Itō | 2                  | 3                | 8              | 2              | –                |
| Kaori Iwabuchi | 17                 | 9                | q              | 14             | –                |
| Haruka Iwasa | –                  | –                | 24             | 24             | –                |
| Ayuka Kamoda | –                  | –                | –              | –              | 27               |
| Nozomi Maruyama | –                  | –                | 19             | 26             | 12               |
| Ren Mikase | –                  | –                | –              | –              | 19               |
| Yūka Setō | 9                  | 12               | q              | 10             | –                |
| Misaki Shigeno | –                  | –                | –              | –              | 23               |
| Sara Takanashi | 1                  | 1                | 1              | 1              | 3                |
| Kanada |                    |                  |                |                |                  |
| Natasha Bodnarchuk | –                  | –                | 33             | q              | –                |
| Natalie Eilers | –                  | –                | q              | 34             | –                |
| Nicole Maurer | –                  | –                | q              | q              | –                |
| Abigail Strate | –                  | 17               | q              | 20             | –                |
| Kazachstan |                    |                  |                |                |                  |
| Walentina Sdierżykowa | 28                 | 22               | 36             | q              | 21               |
| Wieronika Szyszkina | 39                 | –                | –              | –              | 30               |
| Alina Tuchtajewa | 40                 | –                | –              | –              | 31               |
| Niemcy |                    |                  |                |                |                  |
| Katharina Althaus | 4                  | 4                | 3              | 6              | –                |
| Gianina Ernst | 20                 | 27               | q              | 30             | –                |
| Selina Freitag | 31                 | 28               | 38             | q              | –                |
| Pauline Heßler | 12                 | 21               | 10             | 18             | 8                |
| Arantxa Lancho | 35                 | –                | –              | –              | –                |
| Josephin Laue | 37                 | –                | –              | –              | –                |
| Agnes Reisch | –                  | –                | –              | –              | 17               |
| Anna Rupprecht | 38                 | –                | –              | –              | –                |
| Juliane Seyfarth | 8                  | 5                | 7              | 4              | 6                |
| Ramona Straub | 3                  | 7                | 14             | 15             | –                |
| Carina Vogt | –                  | –                | –              | –              | –                |
| Norwegia |                    |                  |                |                |                  |
| Maren Lundby | –                  | 6                | 2              | 3              | 2                |
| Silje Opseth | –                  | 29               | 40             | q              | –                |
| Anna Odine Strøm | –                  | 8                | 6              | 12             | 5                |
| Polska |                    |                  |                |                |                  |
| Joanna Kil | –                  | –                | q              | q              | –                |
| Kinga Rajda | 27                 | 31               | –              | –              | –                |
| Anna Twardosz | –                  | –                | q              | q              | –                |
| Rosja |                    |                  |                |                |                  |
| Irina Awwakumowa | 11                 | 16               | 12             | 25             | 10               |
| Aleksandra Barancewa | 32                 | –                | 13             | 15             | 18               |
| Lidija Jakowlewa | 23                 | –                | 26             | 32             | 15               |
| Marija Jakowlewa | –                  | –                | –              | –              | 28               |
| Ksienija Kabłukowa | 24                 | –                | –              | q              | 20               |
| Aleksandra Kustowa | 12                 | 23               | 31             | 39             | 13               |
| Stiefanija Nadymowa | –                  | –                | –              | –              | 23               |
| Anna Szpyniowa | –                  | –                | –              | –              | 21               |
| Sofja Tichonowa | 16                 | 17               | 9              | 17             | 11               |
| Anna Żukowa | –                  | –                | –              | –              | 29               |
| Rumunia |                    |                  |                |                |                  |
| Daniela Haralambie | 14                 | 20               | 21             | 22             | –                |
| Carina Militaru | –                  | –                | q              | q              | –                |
| Diana Trâmbițaș | –                  | –                | q              | q              | –                |
| Słowenia |                    |                  |                |                |                  |
| Urša Bogataj | 10                 | 13               | 11             | q              | 16               |
| Jerneja Brecl | 18                 | 24               | 18             | 8              | 6                |
| Ema Klinec | 6                  | 2                | 5              | –              | 1                |
| Katra Komar | 24                 | –                | 23             | 35             | –                |
| Nika Križnar | 15                 | 14               | 20             | 13             | –                |
| Špela Rogelj | q                  | –                | 4              | 7              | 14               |
| Stany Zjednoczone |                    |                  |                |                |                  |
| Annika Belshaw | –                  | –                | q              | q              | –                |
| Nita Englund | –                  | –                | 35             | 36             | 26               |
| Tara Geraghty-Moats | –                  | –                | –              | –              | dsq              |
| Samantha Macuga | –                  | –                | q              | q              | –                |
| Włochy |                    |                  |                |                |                  |
| Lara Malsiner | 26                 | 25               | 37             | 38             | –                |
| Manuela Malsiner | 28                 | 26               | 29             | 27             | –                |
| Legenda |                    |                  |                |                |                  |
| 1-3 4-30 poniżej 30dns – Zawodniczka nie wystartowała w konkursie. dsq – Zawodniczka została zdyskwalifikowana w konkursie głównym. – – Zawodniczka niezgłoszona do konkursu. |                    |                  |                |                |                  |

## Konkursy drużynowe
| Zawodniczka                | Czajkowski 08.09 – konkurs drużyn mieszanych |
| -------------------------- | -------------------------------------------- |
| Austria                    | 5                                            |
| Chiara Hölzl               | +                                            |
| Jacqueline Seifriedsberger | +                                            |
| Japonia                    | 1                                            |
| Nozomi Maruyama            | +                                            |
| Sara Takanashi             | +                                            |
| Kazachstan                 | 8                                            |
| Walentina Sdierżykowa      | +                                            |
| Alina Tuchtajewa           | +                                            |
| Niemcy                     | 6                                            |
| Pauline Heßler             | +                                            |
| Juliane Seyfarth           | +                                            |
| Norwegia                   | 3                                            |
| Maren Lundby               | +                                            |
| Anna Odine Strøm           | +                                            |
| Rosja                      | 4                                            |
| Aleksandra Barancewa       | +                                            |
| Sofja Tichonowa            | +                                            |
| Słowenia                   | 2                                            |
| Jerneja Brecl              | +                                            |
| Ema Klinec                 | +                                            |
| Stany Zjednoczone          | 7                                            |
| Nita Englund               | +                                            |
| Tara Geraghty-Moats        | +                                            |

## Klasyfikacje

### Klasyfikacja indywidualna
| Miejsce | Zawodnik                   | Występy | Punkty | Strata |
| ------- | -------------------------- | ------- | ------ | ------ |
| 1.      | Sara Takanashi             | 5       | 460    | –      |
| 2.      | Ema Klinec                 | 5       | 265    | -195   |
| 3.      | Maren Lundby               | 4       | 260    | -200   |
| 4.      | Yūki Itō                   | 4       | 252    | -208   |
| 5.      | Juliane Seyfarth           | 5       | 203    | -257   |
| 6.      | Katharina Althaus          | 4       | 200    | -260   |
| 7.      | Chiara Hölzl               | 5       | 148    | -312   |
| 8.      | Jacqueline Seifriedsberger | 5       | 140    | -320   |
| 9.      | Anna Odine Strøm           | 4       | 139    | -321   |
| 10.     | Ramona Straub              | 4       | 130    | -330   |
| 11.     | Jerneja Brecl              | 5       | 105    | -355   |
| 12.     | Špela Rogelj               | 3       | 104    | -356   |
| 13.     | Pauline Heßler             | 5       | 103    | -357   |
| 14.     | Sofja Tichonowa            | 5       | 96     | -364   |
| 15.     | Irina Awwakumowa           | 5       | 93     | -367   |
| 16.     | Urša Bogataj               | 4       | 85     | -375   |
| 17.     | Yūka Setō                  | 3       | 77     | -383   |
| 18.     | Nika Križnar               | 4       | 65     | -395   |
| 19.     | Kaori Iwabuchi             | 3       | 61     | -399   |
| 20.     | Lucile Morat               | 4       | 55     | -405   |
| 21.     | Aleksandra Kustowa         | 5       | 50     | -410   |
| 22.     | Aleksandra Barancewa       | 4       | 49     | -411   |
| 23.     | Daniela Haralambie         | 4       | 48     | -412   |
| 24.     | Chang Xinyue               | 2       | 40     | -420   |
| 25.     | Nozomi Maruyama            | 3       | 39     | -421   |
| 26.     | Eva Pinkelnig              | 2       | 30     | -430   |
| 27.     | Lidija Jakowlewa           | 4       | 29     | -431   |
| 28.     | Abigail Strate             | 2       | 25     | -435   |
| 29.     | Walentina Sdierżykowa      | 4       | 22     | -438   |
| 30.     | Julia Clair                | 4       | 20     | -440   |
| 31.     | Ksienija Kabłukowa         | 2       | 18     | -442   |
| 32.     | Lisa Eder                  | 3       | 17     | -443   |
| 33.     | Gianina Ernst              | 3       | 16     | -444   |
| 34.     | Katra Komar                | 3       | 15     | -445   |
| 35.     | Haruka Iwasa               | 2       | 14     | -446   |
| 35.     | Agnes Reisch               | 1       | 14     | -446   |
| 37.     | Manuela Malsiner           | 4       | 13     | -447   |
| 38.     | Ren Mikase                 | 1       | 12     | -448   |
| 39.     | Lara Malsiner              | 4       | 11     | -449   |
| 40.     | Štěpánka Ptáčková          | 3       | 10     | -450   |
| 40.     | Anna Szpyniowa             | 1       | 10     | -450   |
| 42.     | Stiefanija Nadymowa        | 1       | 8      | -452   |
| 42.     | Misaki Shigeno             | 1       | 8      | -452   |
| 44.     | Ayaka Igarashi             | 1       | 6      | -454   |
| 45.     | Nita Englund               | 3       | 5      | -455   |
| 46.     | Ayuka Kamoda               | 1       | 4      | -456   |
| 46.     | Léa Lemare                 | 4       | 4      | -456   |
| 46.     | Li Xueyao                  | 2       | 4      | -456   |
| 46.     | Kinga Rajda                | 2       | 4      | -456   |
| 50.     | Barbora Blažková           | 4       | 3      | -457   |
| 50.     | Selina Freitag             | 3       | 3      | -457   |
| 50.     | Marija Jakowlewa           | 1       | 3      | -457   |
| 53.     | Silje Opseth               | 2       | 2      | -458   |
| 53.     | Anna Żukowa                | 1       | 2      | -458   |
| 55.     | Elisabeth Raudaschl        | 1       | 1      | -459   |
| 55.     | Wieronika Szyszkina        | 1       | 1      | -459   |

### Klasyfikacja drużynowa
| Miejsce | Reprezentacja     | Hinterzarten 28.07 | Courchevel 10.08 | Frenštát 17.08 | Frenštát 18.08 | Czajkowskij 8.09 | Czajkowskij 9.09 | punkty |
| ------- | ----------------- | ------------------ | ---------------- | -------------- | -------------- | ---------------- | ---------------- | ------ |
| 1.      | Japonia           | 223                | 211              | 151            | 236            | 200              | 112              | 1133   |
| 2.      | Słowenia          | 92                 | 135              | 151            | 88             | 175              | 173              | 814    |
| 3.      | Niemcy            | 175                | 148              | 140            | 120            | 75               | 86               | 744    |
| 4.      | Norwegia          | –                  | 74               | 120            | 82             | 150              | 125              | 551    |
| 5.      | Rosja             | 76                 | 37               | 76             | 36             | 125              | 133              | 483    |
| 6.      | Austria           | 91                 | 42               | 36             | 88             | 100              | 79               | 436    |
| 7.      | Francja           | 12                 | 37               | 12             | 18             | –                | –                | 79     |
| 8.      | Stany Zjednoczone | –                  | –                | –              | –              | 50               | 5                | 55     |
| 9.      | Kazachstan        | 3                  | 9                | –              | –              | 25               | 11               | 48     |
| 9.      | Rumunia           | 18                 | 11               | 10             | 9              | –                | –                | 48     |
| 11.     | Chiny             | –                  | –                | 20             | 24             | –                | –                | 44     |
| 12.     | Kanada            | –                  | 14               | –              | 11             | –                | –                | 25     |
| 13.     | Włochy            | 7                  | 11               | 2              | 4              | –                | –                | 24     |
| 14.     | Czechy            | 10                 | –                | –              | 3              | –                | –                | 13     |
| 15.     | Polska            | 4                  | –                | –              | –              | –                | –                | 4      |

## Zwyciężczynie kwalifikacji do zawodów
| Nr | Data kwalifikacji   | Data konkursu       | Miejsce      | Zawodniczka       |
| -- | ------------------- | ------------------- | ------------ | ----------------- |
| 1. | 27 lipca 2018       | 28 lipca 2018       | Hinterzarten | Sara Takanashi    |
| 2. | 10 sierpnia 2018    | 10 sierpnia 2018    | Courchevel   | nie rozegrano     |
| 3. | 17 sierpnia 2018    | 17 sierpnia 2018    | Frenštát     | Sara Takanashi    |
| 4. | 18 sierpnia 2018    | 18 sierpnia 2018    | Frenštát     | Sara Takanashi    |
| 5. | 7 września 2018     | 9 września 2018     | Czajkowskij  | nie rozegrano     |
| 6. | 2 października 2018 | 3 października 2018 | Klingenthal  | Katharina Althaus |